# Valérie Thorin

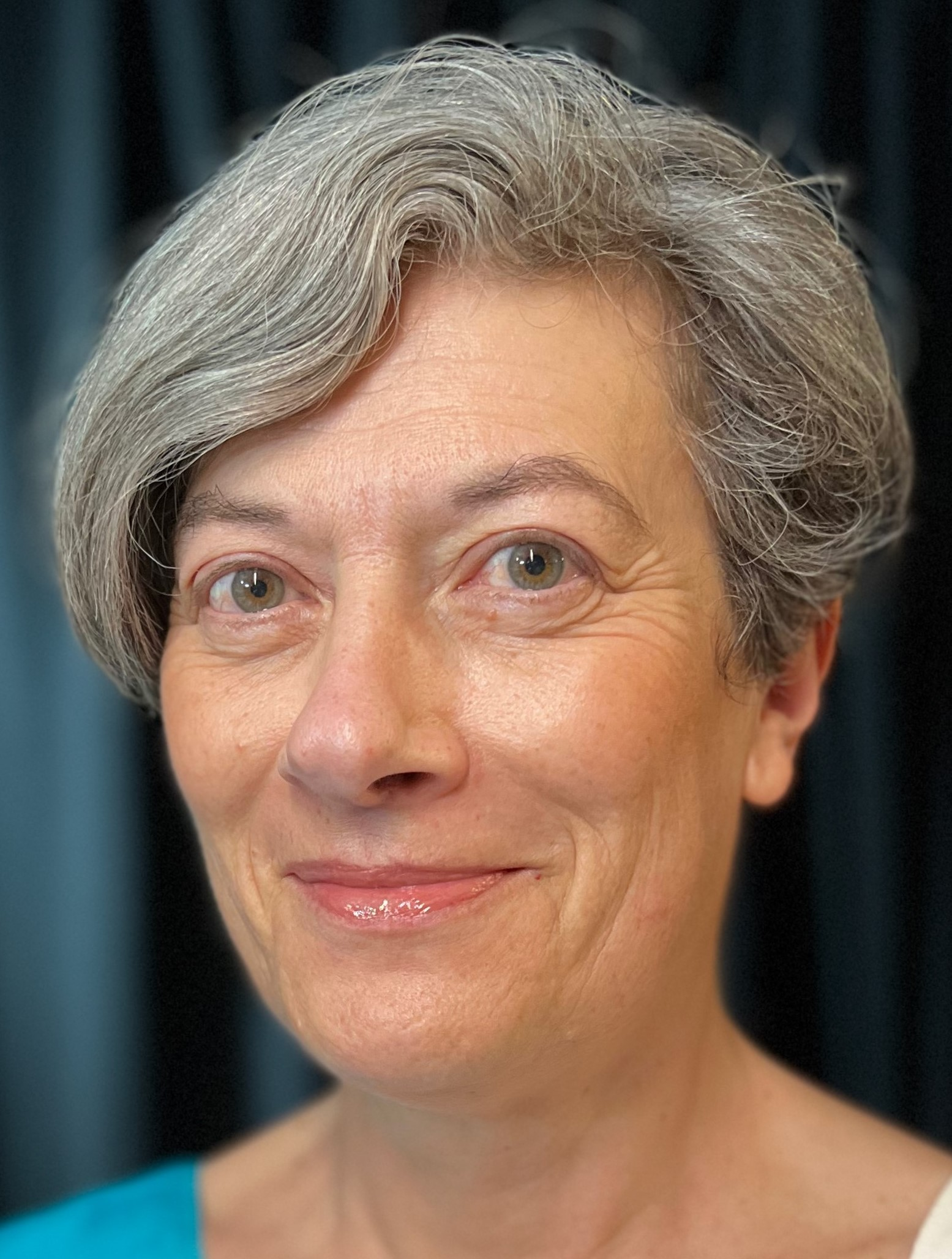
Valérie Thorin en 2022.

Valérie Thorin est une journaliste, spécialiste de l'Afrique subsaharienne, qui a été pendant une dizaine d'années salariée du groupe Jeune Afrique avant de rejoindre le mensuel Afrique Asie comme chef de rubrique. Elle est actuellement directrice d'antenne et rédactrice en chef de la radio Fréquence protestante (100.7 FM, DAB+ et internet).

## Biographie
Elle intervient régulièrement sur l'antenne de TV5 Monde, dans l'émission Afrique Presse et sur TéléSud, dans l'émission Maquis Hebdo animée par Pascal Boua. Ses analyses de l'actualité africaine sont également disponibles sur le site de la radio francophone de Téhéran, Islamic Republic of Iran Broadcasting (en français « Radio-télévision de la République islamique d’Iran », en persan : سازمان صدا و سيمای جمهوری اسلامی ايران, Sāzmān-e Sedā va Sima-ye Jomhūrī-ye Eslāmī-ye Īrān), une entreprise iranienne contrôlant la radio et la télévision d'État. 
Valérie Thorin est la première journaliste française à pénétrer dans le nord de la Côte d'Ivoire en descendant depuis le Burkina Faso, au début de la rébellion qui suit la tentative manquée de coup d'État du 19 septembre 2002. Ses reportages, publiés dans le magazine Jeune Afrique, racontent la vie en zone rebelle. Elle retourne à plusieurs reprises dans le nord de la Côte d'Ivoire, pour différents sujets. 
D'autres reportages sont réalisés au Rwanda. 
Valérie Thorin est également une des premières journalistes arrivées en Centrafrique, à Bangui, en mars 2003 après le coup d'État réussi de François Bozizé, qui renverse le président Ange-Félix Patassé. Elle  continue à couvrir l'actualité politique du pays et ses articles et analyses cités par diverses publications. Elle écrit également sur d'autres sujets des articles publiés dans différents magazines. Ainsi que plusieurs articles académiques, parmi lesquels Hermès Trismégiste, une esquisse, (en lecture sur ResearchGate), publié en 2017 dans la revue L'Initiation traditionnelle.

## Travaux en cours
En marge de ses activités journalistiques, Valérie Thorin prépare un doctorat d’État en éthique, sous la direction du Pr Ghislain Waterlot, professeur de philosophie et d'éthique, actuellement doyen de la faculté autonome de théologie protestante de l'université de Genève. Le sujet de sa thèse, provisoirement intitulé Le statut du "bourreau" dans le monde contemporain, s'intéresse aux hommes et femmes terroristes, que "l'idéal religieux blessé" comme le dit le sociologue Fethi Benslama, a conduit au meurtre et à l'anéantissement de soi-même. Cette étude implique une nouvelle élaboration conceptuelle de la notion de "mal", dans les pas de Paul Ricœur et de Vladimir Jankélévitch.
Valérie Thorin a obtenu un Master en théologie en 2016 à l'université de Genève. Son mémoire, intitulé Éthique et politique chez Simone Weil. Déracinement et besoins de l'âme, une méthode critique, a été récompensé par le Prix Fulliquet 2016.